# Kahanki
Kahanki är en ö i sjön Saimen och i kommunen Taipalsaari i landskapet Södra Karelen, i den södra delen av Finland. Öns area är 1,1 hektar och dess största längd är 250 meter i öst-västlig riktning.